# Nina Gordon

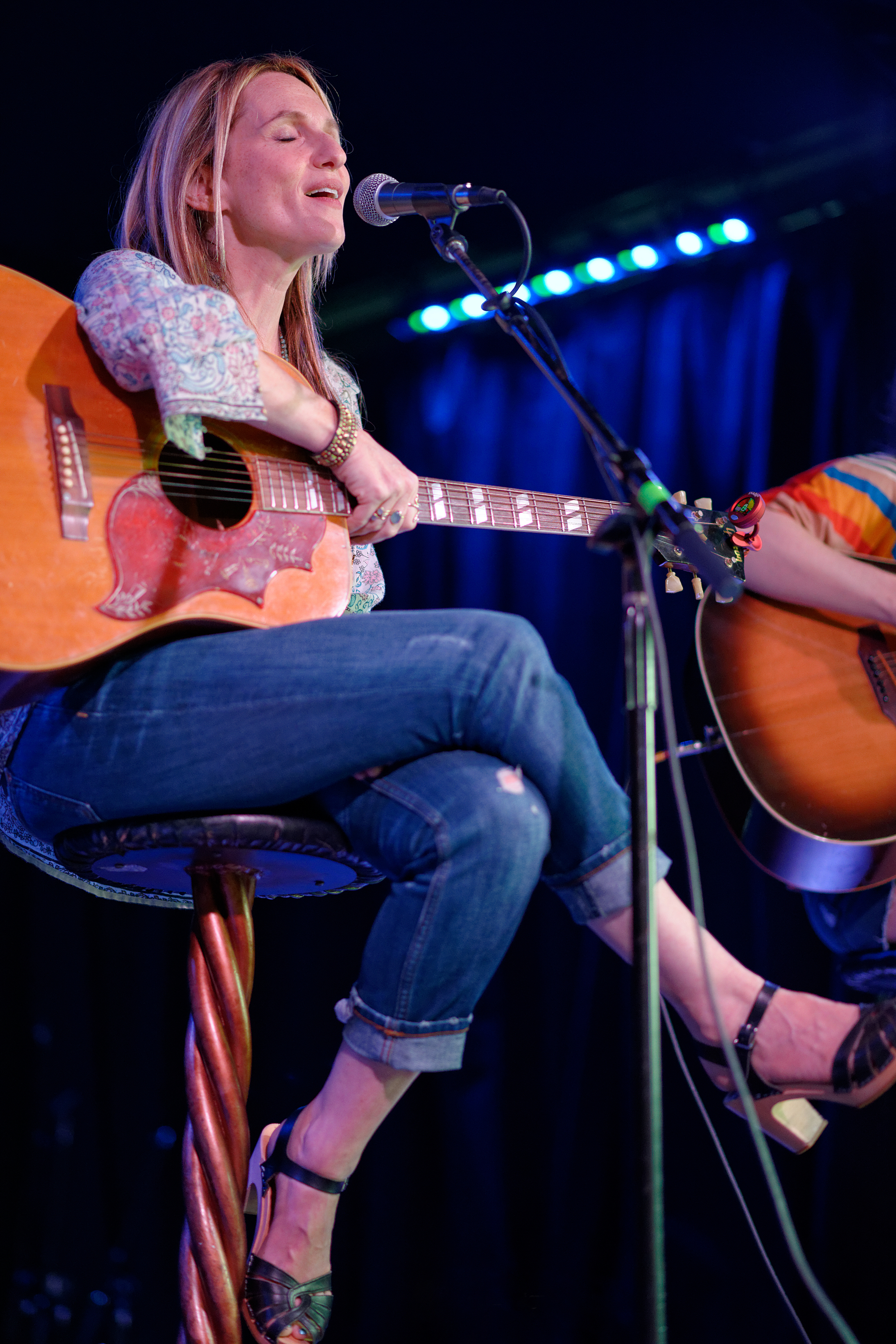
Nina Gordon (2015)

Nina Rachel Shapiro Gordon (* 14. November 1967) ist eine amerikanische Rockmusikerin. Sie war in den 1990er Jahren Sängerin und Gitarristin der Band Veruca Salt und ist seit ihrem Ausstieg aus der Band als Solo-Künstlerin aktiv.

## Leben
Nina Gordon wurde 1967 als Tochter eines Anwalts aus Chicago geboren. Sie studierte Kunstgeschichte und französische Literatur an der Tufts University. 1993 gründete sie gemeinsam mit Louise Post die Alternative-Rock-Band Veruca Salt in Chicago. Gordons Bruder Jim Shapiro stieg als Schlagzeuger ebenfalls ein. Nach zwei Alben, die sich beide in den amerikanischen Charts platzieren konnten, verließ sie die Band 1998 im Streit.
Im selben Jahr war sie als Gastsängerin auf dem Solo-Album des Smashing-Pumpkins-Gitarristen James Iha zu hören. 1999 nahm sie mit dem Produzenten Bob Rock ihr erstes Solo-Album auf Maui auf.
Ihr nächstes Album nahm sie mit Ethan Johns auf, es wurde allerdings trotz Fertigstellung nicht veröffentlicht. Erst 2006 erschien ein zweites Album, Bleeding Heart Graffiti, das wiederum von Bob Rock produziert worden war.
Gordon ist mit dem Musiker Jeff Russo verheiratet, sie haben zusammen zwei Kinder.

## Alben
- 2000:	Tonight and the Rest of My Life
- 2006:	Bleeding Heart Graffiti